# رازها
رازها عنوان فیلمی سینمایی به کارگردانی محمدرضا اعلامی محصول سال ۱۳۸۳ ایران است.

## داستان
این فیلم قصه زندگی همه انسانهایی است که در زندگی آنها رازهای بسیاری نهفته است و افشای آنها گاهی خنده دار و گاهی ترسناک خواهد بود. رازها یک طنز سیاه است.